# 영문강
영문강(迎門崗)은 압록강 하구의 하중도 중 하나로, 현재의 비단섬 중간부에 해당한다. 1958년 신도지구 간척사업으로 인해 영문강 일대가 비단섬에 포함되었다.
이 곳은 간척사업 이전에는 북쪽의 무명평과 함께 밀물 때 바닷물에 잠겼다가 썰물 때는 섬의 형태로 드러나던 곳이었다.

## 같이 보기
- 신도군
- 비단섬
- 조중 변계 조약